# Cypholepis yemenica
Cypholepis es un género monotípico de plantas herbáceas perteneciente a la familia de las poáceas. Su única especie: Cypholepis yemenica (Schweinf.) Chiov., es originaria de Sudáfrica.